# Wilhelm Morgner

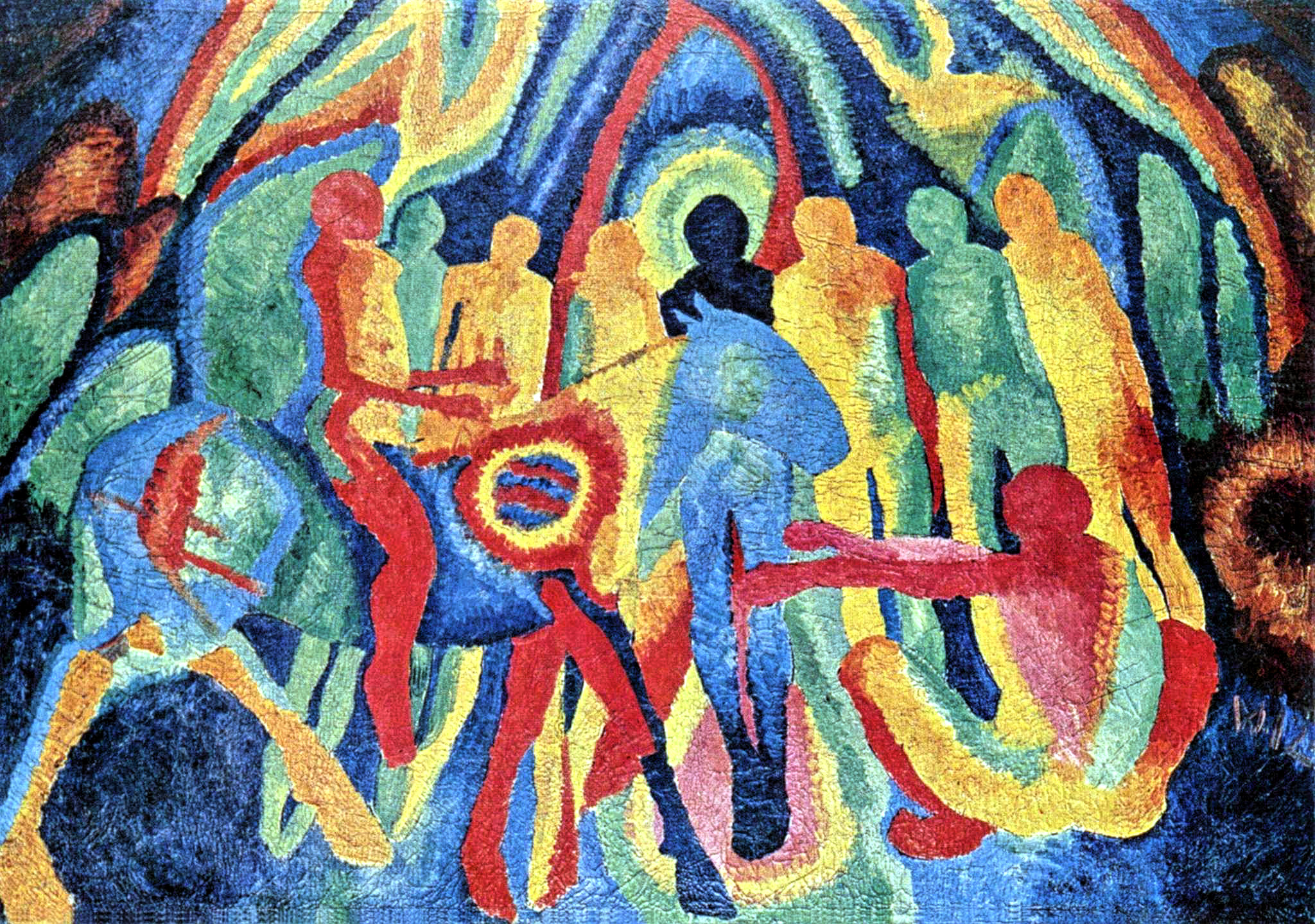
Entrée à Jérusalem (1912)

Wilhelm Morgner, né à Soest (province de Westphalie) le 27 janvier 1891 et mort à Langemark (Flandre-Occidentale, Belgique) le 16 août 1917 , est un peintre expressionniste allemand appartenant au mouvement pointillisme des Fauves.
Parmi ses œuvres célèbres, on retrouve Autoportrait du canotier, Le Bûcheron ou La Famille sur le chariot. Il meurt au combat pendant la Première Guerre mondiale.